# Leevinrivier
De Leevinrivier (Zweeds: Leevinjoki) is een rivier die stroomt in de Zweedse  gemeente Kiruna. De rivier ontstaat in een moeras gelegen op de hellingen van de Nummavaara, ze stroomt naar het noordoosten naar de Lainiorivier. Ze is amper 3 kilometer lang.
Afwatering: Leevinrivier → Lainiorivier → Torne → Botnische Golf